# قرارگاه سیدالشهدا
قرارگاه سیدالشهدا یکی از قرارگاه‌های ده‌گانه نیروی زمینی سپاه پاسداران به فرماندهی سرتیپ پاسدار جواد استکی است. ستاد فرماندهی این قرارگاه در شهر اصفهان مستقر می‌باشد و نهاد مافوق تمام یگان های سپاه پاسداران انقلاب اسلامی در استان های اصفهان، یزد و چهارمحال‌و‌بختیاری به شمار می آید.
قرارگاه سیدالشهدا مرکزی‌ترین قرارگاه و در مرکز ایران قرار دارد و سپاه‌های استانی صاحب‌الزمان اصفهان، قمر بنی‌هاشم چهارمحال و بختیاری و الغدیر یزد را تحت فرمان دارد. یگان‌های مهم تحت امر آن؛ لشکر ۸ نجف و لشکر ۱۴ امام حسین اصفهان، تیپ ۴۴ قمر بنی هاشم شهرکرد و تیپ ۱۸ الغدیر یزد می‌باشند.